# Balsamka

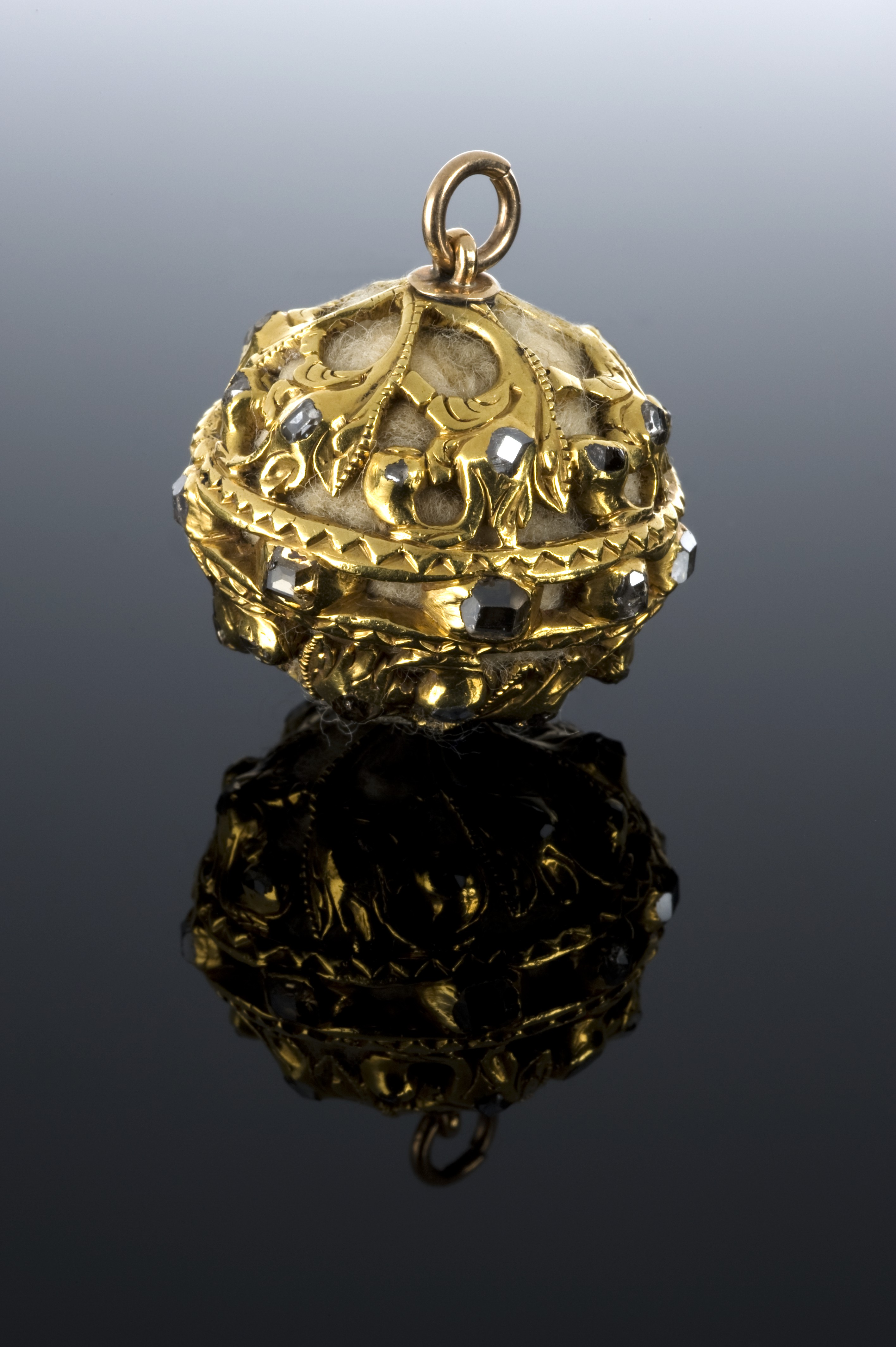
Jabłko przeznaczone do przechowywania wonnych substancji w postaci stałej

Balsamka, pomander, jabłko zapachowe – nieduża kulka zapachowa, flakonik lub najczęściej sferyczny metalowy pojemnik z dziurkami w górnej lub dolnej części albo na całej powierzchni, otwierany w taki sposób, by do środka można było włożyć wkład zapachowy; jako element biżuterii noszona w formie wisiora lub breloka, popularna w wiekach XVI–XVIII, w średniowieczu i renesansie częstokroć przystawiana do nosa przez przedstawicieli wyższych warstw społecznych obu płci w celu odpędzania brzydkich zapachów i ochrony przed zarazą.

## Nazwa
Obecne w krajach europejskich jabłka zapachowe znane były pod różnymi nazwami: po łacinie jako pomum pro odore, w języku francuskim jako pomme d’ambre,  pomme de musc i pomme de senteur, po niemiecku jako Bisamäpfel, Bisamknopf albo Riechapfel, w językach angielskim i niderlandzkim jako pomander.
Termin pomander pojawił się w średniowieczu i pochodzi z języka francuskiego od pomme d’ambre (pomme odnosi się do przedmiotu przypominającego kształtem jabłuszko, ambre dotyczy ogólnie perfum. Początkowo tą substancją pachnącą była grudka ambry o mocnym przyjemnym rozgrzewającym słodkim zapachu. Ambra była bardzo popularna pod koniec XVI wieku, a jej cena w owym czasie była bliska cenie złota. Była uważana za najlepszy środek zapobiegający zachorowaniu na dżumę. Paryscy medycy zalecali rodzinie królewskiej noszenie pomanderów wypełnionych bryłką czystej ambry.
Początkowo termin pomander odnosił się jedynie do kuleczki zrobionej z ładnie pachnących substancji z dodatkiem substancji pomocniczych. Z czasem zaczęto w ten sposób nazywać także ozdobne pojemniczki do przechowywania owych pachnących kulek. 
W języku polskim można spotkać rozmaite nazwy na określenie pojemniczka na kulkę zapachową: balsamka (od łac. balsamum), balsaminka, balsamiczka, wonianka, gałka do woniania, gałka z piżmem, gałuszka, jabłko na piżmo, jabłko do piżma, gruszka na piżmo, klatka na pachnidła, łańcuch perfumowany, puszka do piżma czy jabłko zapachowe. Wcześniej, przed XVI wiekiem, balsamka była znana w Polsce pod nazwą łacińską pomum Ambrae lub pomum odiferum. We współczesnej polskiej literaturze przedmiotu używane jest także określenie pomander, w liczbie mnogiej pomandery, nieobecne w słowniku języka polskiego.

## Historia i współczesność

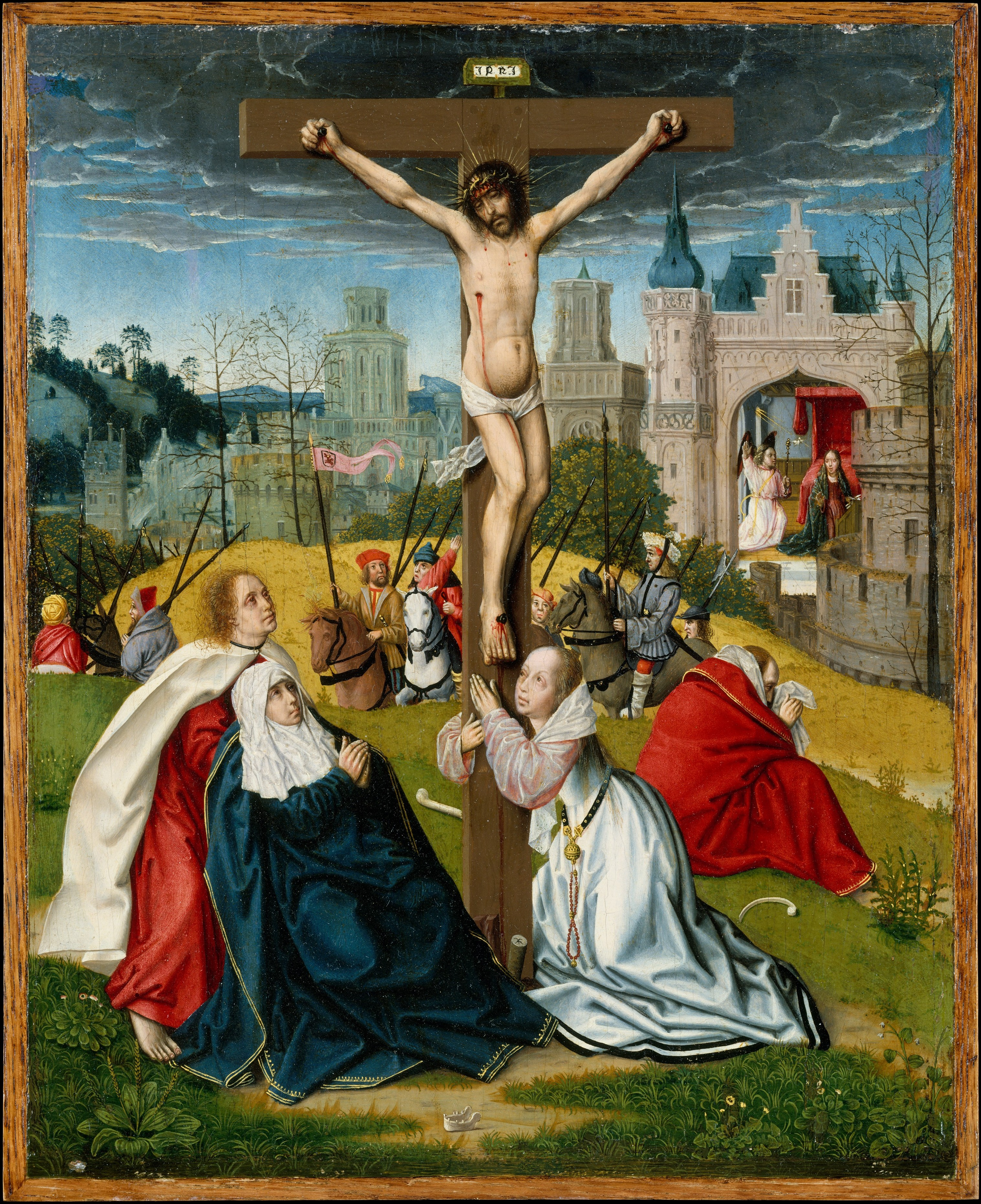
Ukrzyżowanie Jezusa, obraz anonimowego artysty, około 1495 rok, Metropolitan Museum of Art; dobrze widoczny pomander na tle białej sukni

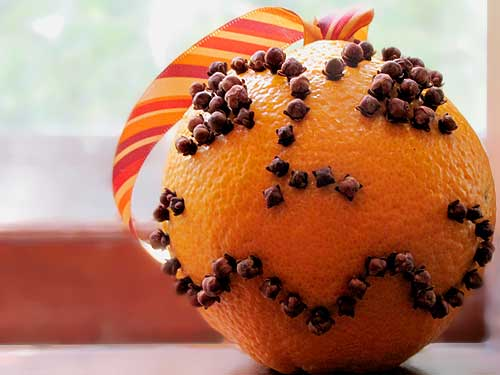
Współczesny pomander z pomarańczy i goździków tzw. „pomander w stylu Tudorów”; trzymając w ręce taki właśnie pomander został sportretowany przez nieznanego malarza około 1650 roku John Evelyn

Już p.n.e. ludzie wykorzystywali na różne sposoby ładnie pachnące substancje, np. w postaci olejków, past, maści czy po prostu wkładali wysuszone do kawałków materiału lub materiałowych woreczków. 
Kulki piżmowe znane były już w starożytności. W Europie rozpowszechniły się od  średniowiecza.
W 1174 roku król jerozolimski Baldwin IV Trędowaty podarował złote pomandery w kształcie jabłek i wypełnione piżmem cesarzowi rzymskiemu Fryderykowi I. W pierwszych dziesięcioleciach XVI wieku kardynał Thomas Wolsey podobno trzymał w ręce i przykładał do nosa pomander wykonany z wydrążonej pomarańczy wypełnionej w środku aromatycznymi substancjami, gdy przechodził wśród zgromadzonego tłumu. W analogicznych okolicznościach mogła być też używana gałka muszkatołowa oprawiona w srebro. Liczne pomandery posiadała królowa angielska Maria I, córka Henryka VIII. 
Jabłka zapachowe były popularne w krajach europejskich w okresie późnego średniowiecza i renesansu, aż do ostatniego ćwierćwiecza XVII wieku, a spotykane jeszcze w XVIII stuleciu. W XVI i XVII wieku utrzymywano, że choroby były przenoszone przez odór i powietrze. Wyjaśniała to zagadnienie miazmatyczna teoria chorób. Szczególnie mieszkańcy miast byli narażeni na brzydko pachnące powietrze ze względu na gnijące śmieci. Ulice były często zaśmiecone psującym się jedzeniem, odchodami i pozostałościami po uboju zwierząt. Nie istniała odpowiednia infrastruktura sanitarna, przy jednoczesnej wysokiej gęstości zaludnienia. Ścieki płynęły ulicami lub zalegały, wymieszane z odpadkami z domostw, łajnem końskim i odchodami świń i krów pędzonych do rynku na sprzedaż. W powietrzu unosiły się smrodliwe zapachy pochodzące z garbarni i pieców do wytapiania metalu z rudy. Erazm z Rotterdamu, podczas podróży do Anglii, narzekał, że maty lub słoma pokrywające podłogi były wymieniane niedbale. W spodniej warstwie zalegały latami plwocina, wymioty, mocz psi i ludzki, resztki rozlanego piwa, odpadki ryb i inne obrzydliwości. Przy każdej zmianie pogody wydobywały się odpychające opary, które Erazm uważał za szkodliwe dla zdrowia.
W 1590 roku królowa Elżbieta I wydała zarządzenie nakazujące poddanym uprzątnięcie wszelkiego gnijącego brudu i martwych zwierząt, będących przyczyną wszechobecnego smrodliwego zapachu. 
W celu złagodzenia nieprzyjemnego zapachu średniowieczni obywatele umieszczali w domach zioła, posypywali nimi podłogi, zaszywali ładnie pachnące listki w poduszkach, polerowali drewno mirrą, spryskiwali ubrania wodą różaną i nosili przy sobie pomandery, a także palili kadzidła.
Podczas epidemii dżumy angielscy lekarze zalecali swoim pacjentom noszenie przy sobie pomanderów, aby rozproszyć zapach choroby. Wierzono bowiem, że można zachorować przez wdychanie zepsutego powietrza. W 1665 roku kolegium lekarskie udostępniło dwa przepisy na pomandery, jeden dla ubogich i jeden dla zamożnych. Receptura pomandera dla ubogich obejmowała następujące składniki: rutę, ostryż, mirrę, kamforę i ladanum. Także medycy często mieli przy sobie pomandery, gdy udawali się na wizyty domowe do chorych pacjentów.
Następnie po 1700 roku pomandery zaczęły stopniowo tracić na popularności, gdyż wraz z rozwojem medycyny utraciły swoje znaczenie antymorowe oraz musiały konkurować z pojawiającymi się na rynku pachnidłami w postaci płynnej: vinaigrette(s) (perforowanymi u góry pojemniczkami np. z gąbką nasyconą aromatycznymi ziołami zanurzonymi w occie; przeznaczonymi do wąchania) i małymi buteleczkami z perfumami.
W latach 1920–1930 pomandery stały się ponownie na krótko modne. 
Współcześnie można je spotkać w sprzedaży w sklepach jubilerskich oraz sklepach oferujących produkty związane z medycyną alternatywną.

## Wygląd
W początkowym okresie od XII do XVI wieku i w swojej najprostszej postaci pomander miał formę małego perforowanego (ażurowego) pojemnika w kształcie kuli, jabłuszka lub gruszki, otwieranego w połowie, aby móc włożyć do niego zapachową kulkę. Był wykonywany głównie ze srebra. Nadawał się do przechowywania jednej kulki skomponowanej ze stałych substancji pachnących. Najczęściej pachnidło umieszczone w pojemniczku  miało kształt i wielkość rajskiego jabłuszka. Przez otwory w balsamce zapach wydzielał się na zewnątrz. Był to cenny i drogi wyrób jubilerski, używany jedynie przez przedstawicieli najwyższych klas społecznych: członków rodziny królewskiej, książąt, rycerzy, księży, medyków, właścicieli ziemskich i kupców.
Od XVI wieku (według innych autorów od XVII wieku) balsamki mogły mieć bardziej rozbudowaną formę i być podzielone na segmenty przeznaczone do przechowywania kilku różnych substancji zapachowych osobno, aby ich zapach nie ulegał rozcieńczeniu, a tym samym, aby jak najdłużej zachowywały swoje właściwości lecznicze. Pomandery mogły mieć 4, 6 lub 8 segmentów, oznaczonych wygrawerowanymi nazwami substancji pachnących na pokrywkach lub ponumerowanych w celu identyfikacji zapachów. Większe wersje pomanderów były przeznaczone do stawiania na stolikach. Niektóre pomandery bez perforacji w ściankach były przeznaczone raczej jedynie do przechowywania substancji zapachowych. Kulisty egzemplarz o kilku segmentach mógł mieć pod spodem perforowaną podstawę z miejscem na pachnidło.
W XVI wieku, obok tradycyjnego jabłuszka, pojawiły się inne warianty pomanderów: w kształcie jajka, zegarka, gruszki, szyszki, tykwy, serca, statku, ślimaka, książki czy krucyfiksu. Trend ten utrzymał się, a nawet rozwinął w XVII wieku. Można było spotkać pomander-głowę kobiecą czy pomander-czaszkę z wypisanymi imionami świętych. Pomander w kształcie czaszki ludzkiej był noszony jako memento mori i miał charakter religijny. Poza srebrnymi balsamkami złotnicy wyrabiali też pomandery ze złota lub pozłacane, wykorzystując technikę filigranu czy niella, czasami też wysadzając je kamieniami szlachetnymi, perłami lub dekorując emalią. Wiele jabłek jubilerskich miało na powierzchni wygrawerowane inicjały i inskrypcje o charakterze ochronnym. We Francji można było spotkać pomandery wyrzeźbione z kwarcu lub onyksu ze złotymi zawiasami.
Balsamki mogły mieć także formę banieczki lub flakonika, najczęściej z oprawionych w złoto agatów lub kryształów. Noszono je zwykle na łańcuszku zawieszonym na szyi. 
Pomandery mogły być różnej wielkości, w zależności od tego, gdzie były noszone, na szyi czy przy pasie. Przeciętnie ich średnica wynosiła 1,5–8 centymetrów; zazwyczaj były wielkości rajskiego jabłuszka. W początkowych latach XVIII wieku modne były mniejsze pomandery, nie większe niż 2,5–5 cm, aby mogły być zawieszane na delikatnych łańcuszkach na szyję albo przypięte do châtelaine. Mogły też być uformowane w postaci guzików i pierścionków.

## Wkład zapachowy
Wypełnienie pomandera zależało od dostępności poszczególnych składników i możliwości finansowych jego właściciela. Wkład zapachowy mógł być bardzo kosztowny, w zależności od ceny użytych składników i substancji utrwalających. W jego skład mogły wchodzić różne kompozycje substancji, charakteryzujących się wydzielaniem przyjemnego lub specyficznego zapachu, zarówno pochodzenia roślinnego  jak i zwierzęcego. Niektóre przepisy obejmowały nawet dziesiątki składników.  
W skład kulki zapachowej najczęściej wchodziły ambra, piżmo i cywet w kombinacji z mirrą, ziołami (majeranek), przyprawami (goździki, cynamon, gałka muszkatołowa) czy kwiatami (lawenda, płatki róż). Całość była zbita w kulkę.
Innymi składnikami wykorzystywanymi do wytwarzania pachnidła do jabłka były: szafran, tatarak, drewno dzikich oliwek, wióry sosnowe, drzewo sandałowe, pomarańcza, cytryna i inne.
Słodko pachnący pomander, zalecany do noszenia przy sobie przez fakultet medyczny Uniwersytetu Paryskiego z powodu plagi czarnej śmierci z 1348 roku, zawierał następujące składniki:  żywica ambrowca, myrra, drewno agaru, ambra, kwiat muszkatołowy i drewno sandałowca.
Czasami składniki były mieszane razem z woskiem. Podczas poruszania się, ogrzane ciepłem ludzkiego ciała, kulka woskowa i metalowe jabłko ocierały się o siebie wzajemnie, w wyniku czego dochodziło do intensywniejszego wydzielania zapachów.

### Przepisy na pomander
Istniało wiele przepisów instruujących w jaki sposób przyrządzić pachnidło do jabłek. Według przepisu z książki pt. Closet for Ladies and Gentlewomen z 1650 roku do wykonania kulek zapachowych należało użyć: półtorej drachmy żywicy benzoesowej, pół drachmy żywicy ambrowca, pół scruple drobnego proszku z drewna agarowego, pół uncji ladanum, po czym wszystkie składniki dokładnie sproszkować i przebrać. Następnie jedną drachmę piżma, dziesięć granów ambry i dziesięć granów cywetu należało rozpuścić w gorącym moździerzu z niewielka ilością wody różanej, dodając sześć granów cywetu. Z połączonych składników należało uformować masę o konsystencji pasty, nadać jej dowolny kształt i wysuszyć. 
Jedną z receptur na pomader opisał Nostradamus w swoim dziele z 1556 r. „Le Traité des Fardements et des Confitures” (fr. Traktat o kosmetykach i dżemach). Balsamka ta składała się z żywicy benzoinowej, styraksu, kłącza kosaćca, goździków, ladanum, ambry, piżma, pastylek różanych, wody różanej i tragakanty.

## Sposób noszenia
Jabłka zapachowe były noszone przez kobiety, mężczyzn i dzieci. Zawieszano je na długich łańcuchach, sznurach korali lub wstążkach. Mężczyźni nosili je na szyi jako wisior na łańcuchu. Kobiety zawieszały balsamkę na końcu długiego łańcucha, opasującego je w talii. Długi koniec łańcucha z pomanderem często zwisał bardzo nisko z przodu sukni. Łańcuch z jabłkiem zapachowym mógł też być noszony na przegubie ręki w formie bransolety. Balsamka mogła być też trzymana w dłoni. Kobiety doczepiały ją również do châtelaine. Czasami jabłka zapachowe były wykonane w taki sposób, że można je było postawić w pionie, gdy nie były noszone.
Pomandery mogły składać się z 4–7 pojemniczków, które były otwierane na zewnątrz jak cząstki pomarańczy. Każdy z nich zawierał inny wkład, wydzielający odmienną woń, o czym mogły informować inskrypcje umieszczone na poszczególnych częściach balsamki.
W późniejszych wersjach jabłek zapachowych, dużych i podzielonych na segmenty, zdarzało się, że nie wykonywano perforacji w ściankach. Zapach wydobywał się dopiero po otwarciu jednego lub kilku segmentów jednocześnie. Takie jabłka prawdopodobnie pozwalały na tworzenie różnych kombinacji zapachowych przez zamykanie jednych, a otwieranie innych segmentów (fr. loculi). Miały u góry kółeczko umożliwiające zawieszenie, a u spodu podstawkę do stabilnego postawienia na powierzchni. W postaci rozłożonej mogły być trzymane w ręce lub postawione na stoliku, lecz nie nadawały się do zawieszenia na ciele. Brakuje oryginalnej literatury opisującej dokładnie sposoby ich użycia.

## Zastosowanie

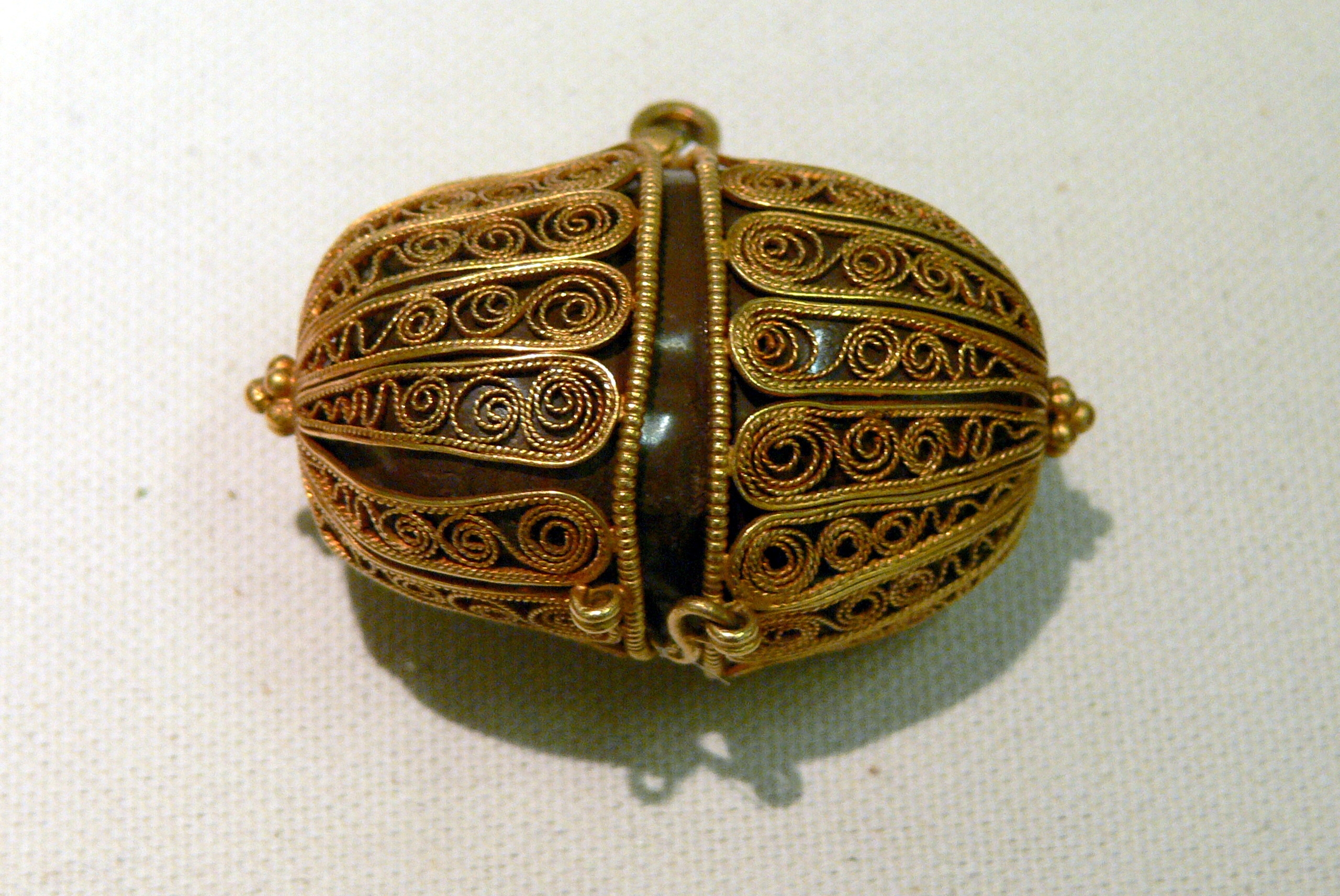
Bezoar w ażurowym pojemniczku

W Europie Zachodniej w średniowieczu i w renesansie profilaktyczna funkcja zapachu była bardzo ważna. Uważano, że wdychanie aromatu pewnych ziół czy przypraw zapobiega i leczy poważne choroby. Wierzono, że brzydkie zapachy powodowały choroby, a przyjemne mogły im zapobiegać i je leczyć. Miły zapach mógł zamaskować zapach chorego ciała i jednocześnie oczyścić powietrze w jego otoczeniu, np. zalecano otworzyć drzwi i okna wychodzące na północ, trzymać w pobliżu pacjenta słodko pachnące rośliny, rozpylać wodę różaną, kamforę i goździki.
Pomandery w ujęciu przedmiotu użytkowego nadawały się do przechowywania pojedynczej substancji zapachowej lub kombinacji czy mieszanki substancji zapachowych w postaci stałej. Tarcie sprawiało, że zapach wydzielał się intensywniej na zewnątrz przez otworki na powierzchni.
Zadaniem pomanderów było eliminowanie brzydkich zapachów i odpędzanie morowego powietrza. Mocny zapach piżma i ambry dobrze tuszował smród. 
Pomandery wykonane ze stopu złota lub srebra, nierzadko dekorowane perłami lub kamieniami szlachetnymi, grawerowane, pełniły również funkcję ozdobną jako wisiorki lub breloki. Odgrywały także rolę symbolu statusu społecznego.
W wiekach XVI i XVII w ażurowych pomanderach noszono też bezoary, którym przypisywano właściwości lecznicze i ochronne. Klejnoty tego rodzaju są poświadczone archiwalnie, natomiast większość nie zachowała się do naszych czasów. Posiadali je zarówno przedstawiciele rodów panujących, np. elektorowa Saksonii Anna duńska (pośmiertny inwentarz biżuterii z roku 1585) czy królowa Hiszpanii Maria Ludwika orleańska, jak i mieszczanie, np. kuśnierz poznański Zachariasz Kosmowski (inwentarz z 1635 roku). Należące do księcia Alby, namiestnika Niderlandów i wicekróla Portugalii, unikalne zawieszenie z bezoarem w ażurowej oprawie przechowywane jest w Muzeum Historii Sztuki w Wiedniu.

## W sztuce
Pomandery można zobaczyć na XVI-XVII-wiecznych portretach, na których kobiety pochodzące z patrycjatu, szlachty i arystokracji trzymają w dłoniach złote łańcuchy lub różańce z kunsztownie wykonanym jabłkiem albo mają balsamki przypięte do długiego końca łańcucha opasującego je w pasie. Pomander bywał także umieszczany jako pacior w różańcu.

## W Polsce

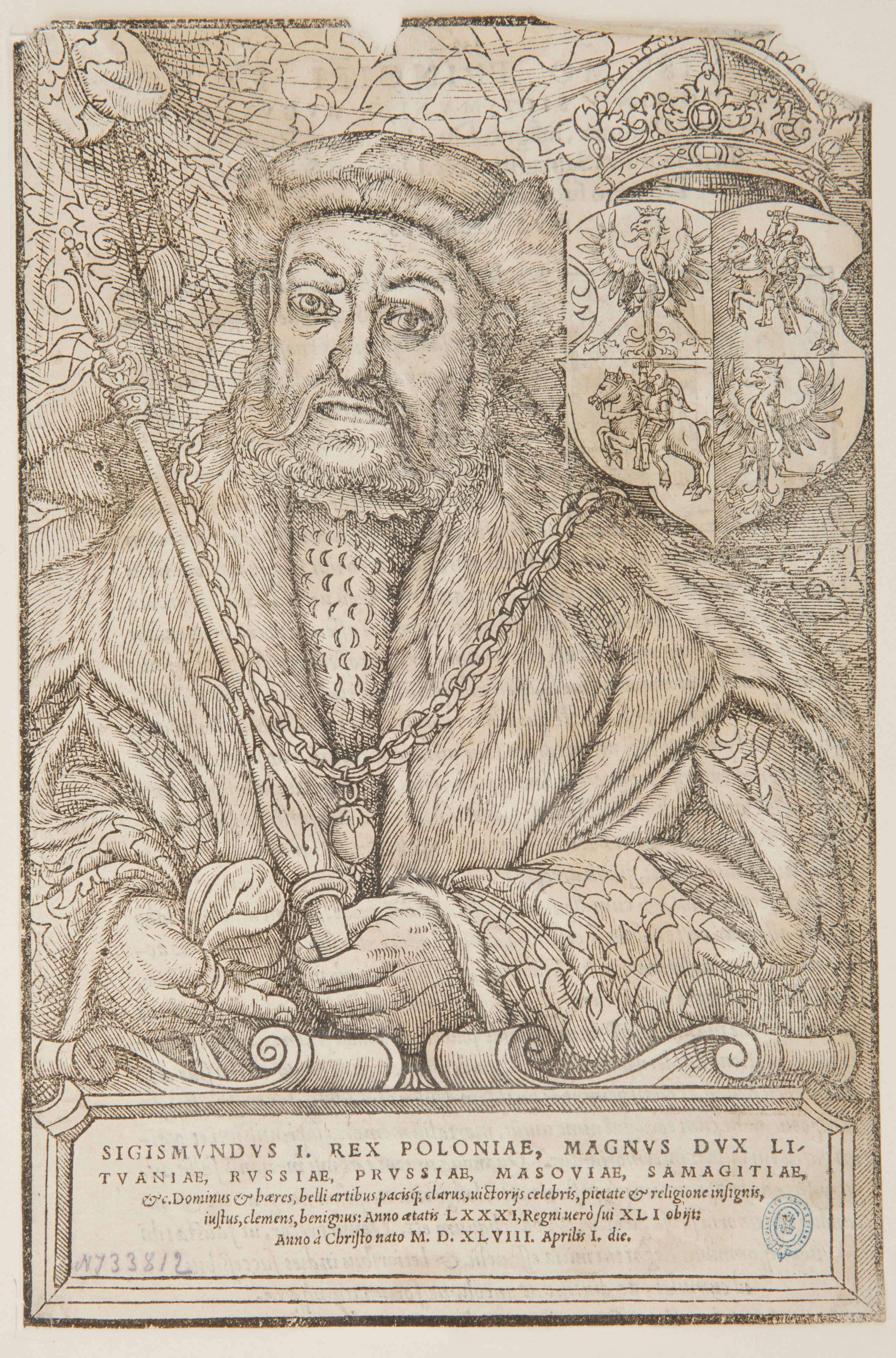
Król Zygmunt Stary z balsamką zawieszoną na łańcuchu na szyi

Wąchanie pomandera zalecał Maciej Miechowita w książce medycznej z 1508 roku pt. Contra saevam pestem regimen accuratissimum, czyli w Szczegółowych przepisach o zabezpieczaniu się przed groźną dżumą. Wedle Miechowity należało go przyrządzić z m.in. następujących składników: laudanum, styraksu pospolitego, goździków, drzewa aloesowego, czerwonego lub białego drzewa sandałowego, ambry i kamfory. 
Pomander XVI-wieczny został wyobrażony na grafice przedstawiającej Zygmunta Starego, która znajduje się w wydanej w 1555 roku kronice De origine et rebus gestis Polonorum libri XXX Marcina Kromera. Ozdobiona w górnej części listkami jajowata balsamka, z podłużnym nacięciem sugerującym przegródki, zwiesza się z łańcucha noszonego przez króla. Na pochodzącym z roku 1598 portrecie patrycjuszki gdańskiej, prawdopodobnie burmistrzanki Agathy von der Linde, pędzla Antona Möllera również został przedstawiony jajowatego kształtu pomander, tym razem ażurowy i podwieszony do długiego, biżuteryjnego pasa w formie owiniętego wokół talii złotego łańcucha.
W zapisach archiwalnych z XVI i XVII w., głównie inwentarzach, potwierdzone są różne formy noszenia pojemników na wkłady zapachowe. Pomandery odnotowywano wśród zawieszeń:
- „jabłko graniaste z smelcem” oraz „jabłko do piżma na sznurze ze złota ciągninego nie wielkie” w inwentarzu koronnym z 1599 roku;
- „jedna gałka srebrna z kółkiem i z łańcuszkiem króciuchnym, w którym jest ambra woniejąca” szewca poznańskiego Urbana Scholcza z 1626 roku;
- „srebrne jabłko do piżma” wdowy po cyruliku Katarzyny Wainerowej z 1629 roku;
- „gałka z piżmem pozłocista” z inwentarza pośmiertnego wdowy po poznańskim mielcarzu Małgorzaty Suszki;
- „balsamiczka na kształt zegarka, granaciczkami sadzona” kasztelana rogozińskiego Chrystiana Kierskiego z 1699[12].

Były one także umieszczane pojedynczo lub w większej liczbie pomiędzy paciorkami różańca:
- „pacierze kryształowe z jabłkiem pozłocistym”' w inwentarzu mieszczki Maryny Potrzebowej z roku 1552;
- „pacierze rzezane, pobrukane, w których dziesiątki piżmowe” ze spisu ruchomości Elżbiety Topolskiej z roku 1629[3][12].

Mogły też stanowić ogniwa łańcuchów, prawdopodobnie w kształcie ażurowych klatek, które można było otwierać, by wymienić wkład zapachowy o ograniczonej trwałości:
- „łańcuch z czarnym i białym szmelcem, w którym klotek siedm” oraz „łańcuch perfumowany, który oprócz perfumy waży czerwonych złotych sziedmdziesiąt” w inwentarzu posagowym Katarzyny z Uchańskich Sanguszkowej z roku 1615[40].

Podwieszano je do klamer pasów:
- „pasek srebrny drutowy, na nim (…) dwa zankliki z łańcuszkiem i z jabłuszkiem, od tegoż paska trzy cętki srebrne pozłociste” malarza lwowskiego Wojciecha Stefanowskiego z 1588 roku[12].

Balsamka była obowiązkowym przedmiotem w gotowalni zamożniejszych polskich kobiet. Kobiety zawieszały balsamkę na szyi lub nosiły za dekoltem sukni. Balsamkę zawsze miał przy sobie król Stanisław August. W dawnej Polsce balsamkami nazywano też pewien gatunek jabłek. Czasami pomandery były ofiarowywane jako dary wotywne do świątyń. 
Ubodzy mieszczanie i biedota używali w celach antymorowych tzw. poduszeczek zapachowych na serce. Był to kawałek materiału wypełniony suszonymi roślinami, przyprawami, ziołami i płatkami kwiatów o intensywnym zapachu, dodatkowo nasączonymi olejkami eterycznymi, a następnie zaszyty. Poduszeczki zapachowe można było kupić w aptece lub zrobić samemu.

### Pomander jasnogórski
W dolnej części sukienki rubinowej jasnogórskiego obrazu Matki Boskiej wtórnie umieszczono rzadko spotykany pomander wydrążony w perle, który zapewne był niegdyś używany w formie zawieszenia. Oprawa jubilerska perły bliźniej, czyli dwóch zrośniętych ze sobą pereł, w formie wici roślinnej, w technice emalii malarskiej (limuzyńskiej), została wykonana prawdopodobnie w drugiej połowie XVI wieku, a przerobiona lub uzupełniona na przełomie XVII i XVIII wieku. W inwentarzu z 1731 roku ten wysokiej klasy renesansowy pomander inkrustowany diamentami i rubinami został odnotowany jako dar kasztelanowej poznańskiej Ponińskiej.

### Jabłko z Płonkowa
W Płonkowie na Kujawach podczas prac archeologicznych przeprowadzonych na pozostałościach nieistniejących już świątyń oraz przykościelnego cmentarza znaleziono górną część jabłka odlanego z mosiądzu. Obiekt ma dzwonowaty kształt i ażurowy wzór. Zabytek pochodzi z XVI-XVII wieku.